# کیرستن سینما
کیرستن سینما (به انگلیسی: Kyrsten Sinema) سناتور سینیور ایالات متحده از آریزونا از ۲۰۱۹ است. او پیشتر نمایندهٔ حوزه انتخابیه نهم آریزونا از حزب دموکرات ایالات متحده آمریکا در مجلس نمایندگان ایالات متحده آمریکا بود.
او در انتخابات ۲۰۱۸ سنای ایالات متحده برای جایگزینی سناتور جف فلیک پیروز شد. او به عنوان نخستین سناتور زن از آریزونا و نخستین عضو آشکارا دوجنسگرا به سنا راه یافت.
سینما هم‌اکنون تنها عضو آشکارا خداناباور در کنگره است، گرچه خود چنین برچسب‌هایی را رد می‌کند. او همچنین تنها عضو آشکارا دوجنسگرای کنگره است.